# Strandsötväppling
Strandsötväppling (Melilotus dentatus) är en ärtväxtart som först beskrevs av Franz de Paula Adam von Waldstein-Wartemberg och Pál Kitaibel, och fick sitt nu gällande namn av Christiaan Hendrik Persoon. Enligt Catalogue of Life ingår Strandsötväppling i släktet sötväpplingar och familjen ärtväxter, men enligt Dyntaxa är tillhörigheten istället släktet sötväpplingar och familjen ärtväxter. Enligt den svenska rödlistan är arten akut hotad i Sverige. Arten förekommer i Götaland samt tillfälligtvis även i Nedre Norrland. Artens livsmiljö är havsstränder, jordbrukslandskap, havet, stadsmiljö. Inga underarter finns listade i Catalogue of Life.